# Teppanyaki

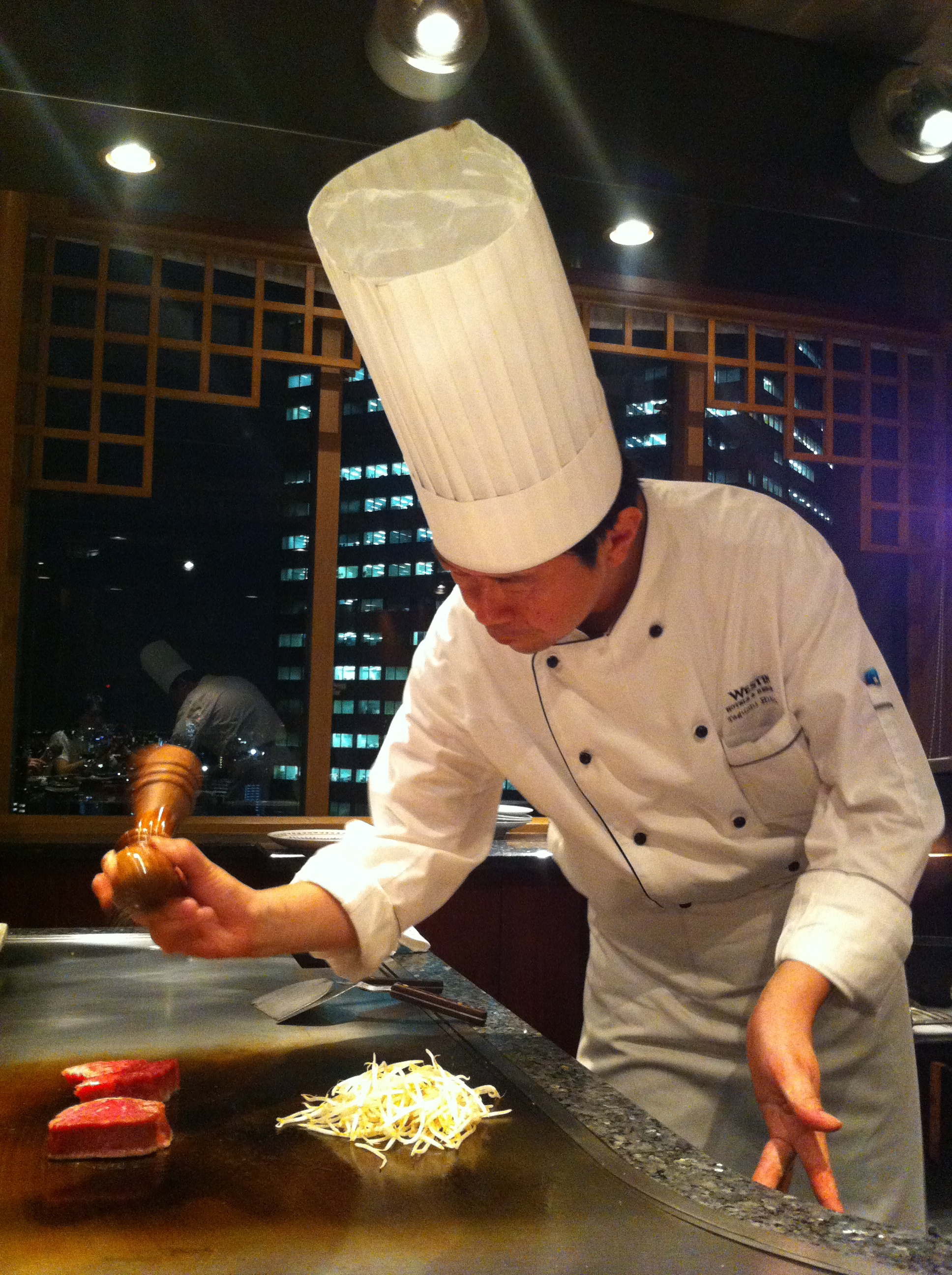
Cuoco giapponese durante una cottura

Il teppanyaki (鉄板焼? dal giapponese teppan (鉄板) "piastra d'acciaio", e yaki (焼) "grigliato") è un tipo di cottura della cucina giapponese.

## Origine
Lo stile teppanyaki nasce nel ristorante giapponese Misono, che introdusse una sorta di commistione tra la cucina giapponese e quella occidentale con la cottura dei cibi sul teppan nel 1945.

## Lo stile

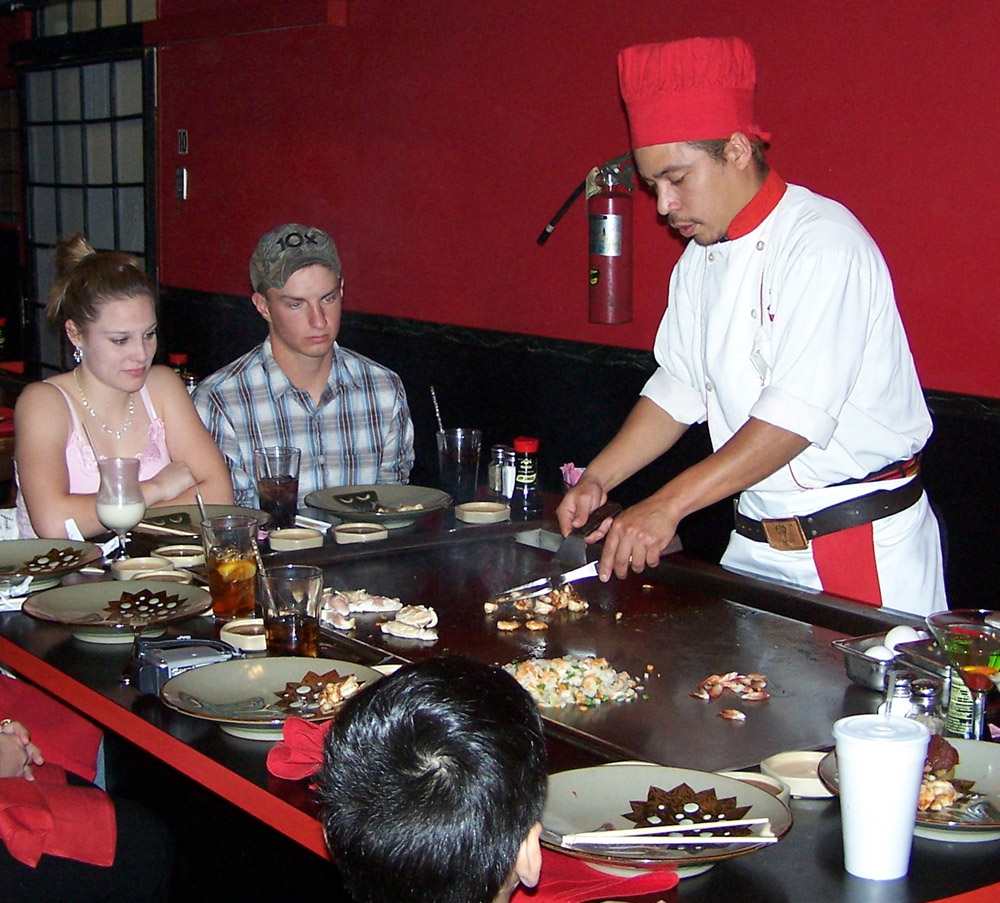
Ristorante Benihana

La cucina teppanyaki nasce dalla volontà di trovare il modo di cucinare e mangiare nello stesso "piatto". In questo tipo di cucina il maestro teppanyaki, provvisto di un grande cucchiaio, una forchetta e due spatole, mette a cucinare la pietanza cruda su una speciale piastra calda, il teppan, che fa parte del tavolo dove si trovano i commensali. Ci si può servire direttamente con le hashi (bacchette) dalla piastra o da piatti che si trovano nella parte normale del tavolo. Altre volte il cibo arriva già cotto e la piastra garantisce che resti caldo nel corso del pasto. In locali più popolari, la piastra fa parte del bancone, dove i clienti consumano i cibi seduti su alti sgabelli.
Tra i piatti elaborati più famosi realizzati con lo stile teppanyaki vi sono gli okonomiyaki e gli yakisoba, ma questa cucina prevede anche la cottura di carni nota come yakiniku (焼肉?, lett. "carne grigliata") (come il famoso manzo di Kobe) e verdure come ad esempio carote, aglio, cipolla.

## Negli Stati Uniti
Il genere ha avuto molto successo all'estero, specialmente negli Stati Uniti, dove il teppan è spesso sostituito da una griglia chiamata hibachi. Tale sistema è divenuto famoso grazie alla catena di ristoranti Benihana, che aprì il primo locale a New York nel 1964. Questi ristoranti hanno subito la notevole influenza delle bisteccherie statunitensi, con il copioso uso di carni di ogni genere (manzo, maiale, pollo, etc), associate con patate fritte e salse come il ketchup e la maionese. L'influenza giapponese si conserva negli utensili impiegati dai cuochi e nelle evoluzioni che questi compiono lanciando i cibi in aria.